# Corado Negreanu
Corado Negreanu (n. 20 februarie 1925, Oltenița, județul Ilfov, România – d. 17 iulie 1993, București) a fost un actor român de teatru și film. În cei 49 de ani de carieră, Corado Negreanu a jucat în nenumărate piese de teatru, teatru radiofonic, teatru TV și film.

## Biografie
Actorul Corado Negreanu se naște la 20 februarie 1925, în orașul Oltenița, într-o familie cu 2 copii, formată din părinții Olga și Niculae și fratele său Marin.
Corado Negreanu urmează ciclul gimnazial la liceele Gheorghe Șincai și Constantin Brâncoveanu din București. În vara anului 1946, termină liceul și obține Diploma de Bacalaureat, apoi urmează Conservatorul de Muzică și Artă Dramatică „Lira” din București.
Își începe activitatea artistică încă din anul 1944, în cadrul Trupei Traian Florescu. Joacă în peste 90 de piese de teatru pe scenele a 7 teatre, dintre care Teatrul Sindicatelor, Teatrul Savoy, Teatrul Armatei, Teatrele de Stat Reșița și Pitești, Teatrul Muncitoresc CFR Giulești, Teatrul Odeon.
În cei 49 de ani de carieră, Corado Negreanu joacă în nenumărate piese de teatru radiofonic, teatru TV și film.
Pentru activitatea sa artistică este distins cu Ordinul Meritul Cultural clasa V în anul 1967, iar în anul 1976, primește premiul ATM pentru interpretarea din „Regele Ioan” de Friedrich Durrenmatt.
Cronicarii de teatru care, de-a lungul timpului, au apreciat creațiile actoricești ale lui Corado Negreanu, au fost: Radu Popescu, Ion Cocora, Alexandru Cornescu, Margareta Bărbuță, Valentin Silvestru, Natalia Stancu, Aurel Bădescu, Traian Șelmaru, Nelu Ionescu, Radu Anton Roman, Ileana Berlogea, Victor Parhon, Valeriu Râpeanu, Virgil Brădățeanu.  
Printre alte activități artistice scrie și 4 cărți dintre care 2 povestiri despre pescuit, „Artiști și alții cu undița” ed. Albatros 1970, „Pe malurile Bâtlanului” ed. Eminescu 1974, un manuscris al unui roman biografic „Mangusta și eu” și manuscrisul „Dincolo de orizont”.
„Copil fiind, am auzit vorbindu-se de zeul celor ce știu să glumească și să rîdă; cine îl întîlnește va fi fericit tot restul vieții. Se cuvine să-l cauți vesel, bucurîndu-te de fiecare clipă ce o trăiești; cei cu fruntea încruntată nu-l vor vedea nicicînd” – Corado Negreanu „Pe malurile Bâtlanului”.
„De multe ori mă întreb: ce va rămâne din munca mea în urma mea? Arta noastră, cea mai puțin perenă între toate celelalte arte, aduce succesul imediat – dacă îl aduce – dar te acoperă cu uitare înainte ca aplauzele ce te-au răsplătit să se stingă. Și asta este firesc. Vin alții mai tineri, nerăbdători să arate lumii ce pot. E bine așa; ăsta ne e rostul; așa cum noi am luat de la înaintași, cei care ne vor urma au datoria să meargă mai departe, ducând și puținul strâns de noi într-o viață, pe drumul ce se numește tradiție. Marea, bogata tradiție a teatrului românesc. Este acesta, cred, unul dintre rosturile noastre trainice.” – Corado Negreanu, Telerecital Televiziunea Română.
Corado Negreanu a fost căsătorit, până la moartea sa, în 1993, cu Magdalena Costin Ionescu, profesoară de educație fizică.
Corado Negreanu este înmormântat în cimitirul "Sfânta Vineri" din București.

## Activitate artistică
În cei 49 de ani de carieră, Corado Negreanu a jucat în numeroase piese de teatru, teatru radiofonic, teatru TV și filme. Cele mai importante creații actoricești au fost:
- Wurm - „Intrigă și iubire” de Friedrich Schiller, Teatrul Muncitoresc CFR Giulești, 1955
- Florian Papadopol -„Oameni și umbre” de Ștefan Berciu, Teatrul Muncitoresc CFR Giulești, 1962
- Giuseppe Givola - „Ascensiunea lui Arturo Ui poate fi oprită” de Bertolt Brecht, Teatrul Muncitoresc CFR Giulești, 1963
- Prohor - „Vassa Jeleznova” de Maxim Gorki, Teatrul Giulești, 1972
- Bunicul - „Casa care a fugit pe ușa” de Petru Vintilă, Teatrul Giulești, 1972
- Regele Ioan - „Regele Ioan” de Friedrich Durrenmatt, Teatrul Giulești,1976
- Miron Costin - „Descăpățânarea” de Alexandru Sever, Teatrul Giulești, 1977
- Vasile Mirea - „A cincea lebădă” de Paul Everac, Teatrul Giulești, 1979
- Regele Lear - „Regele Lear” de William Shakespeare, Teatrul Giulești, 1988
- Nicolai Mihailovici Ciumutim - „Retro” de Aleksandr Galin, Teatrul Giulești, 1989

## Filmografie
- Mihai Viteazul (1971)
- Orașul văzut de sus (1975)
- Tufă de Veneția (1977)
- Statuia (1977, scurtmetraj)
- Înainte de tăcere ‎(1978)
- Între oglinzi paralele (1979)
- Clipa (1979)
- Falansterul (1979)
- Burebista (1980)
- Casa dintre cîmpuri (1980)
- Lumina palidă a durerii (1980) - dublaj de voce
- Colierul de turcoaze (1986)

## Distincții
- Ordinul Meritul Cultural clasa a V-a (6 noiembrie 1967) „pentru merite deosebite în domeniul artei dramatice”[2]